# En gång på korset för mig Jesus dog
En gång på korset för mig Jesus dog är en sång från 1888 med text av Daniel Webster Whittle och som är tonsatt av hans dotter Mary Moody. Sången översattes 1896 av Anna Ölander (1861-1939).

## Publicerad i
- Frälsningsarméns sångbok 1929 som nr 239 under rubriken "Jubel, erfarenhet och vittnesbörd".
- Musik till Frälsningsarméns sångbok 1930 som nr 239.
- Frälsningsarméns sångbok 1968 som nr 374 under rubriken "Det Kristna Livet - Erfarenhet och vittnesbörd".
- Frälsningsarméns sångbok 1990 som nr 539 under rubriken "Erfarenhet och vittnesbörd".